# 三郷市逮捕監禁致傷事件
三郷市逮捕監禁致傷事件（みさとし たいほかんきんちしょうじけん）は、女子高生コンクリート詰め殺人事件の準主犯格として懲役刑に処された男（本事件当時33歳）が、出所後の2004年（平成16年）5月19日未明、知人男性を暴行・監禁し負傷させた逮捕監禁・傷害事件。

## 事件に至る経緯
本事件の加害者の男（事件当時33歳）は、1989年（平成元年）3月に発覚した「女子高生コンクリート詰め殺人事件」（以下、「コンクリ事件」と表記。また、加害者の男を以下「元少年B」と表記）の準主犯格として関与して逮捕・起訴された。
その後、元少年Bは猥褻拐取・監禁・強姦・殺人・死体遺棄・傷害・窃盗の各罪状に問われた同事件の刑事裁判において1990年7月19日、東京地方裁判所にて懲役5年以上10年以下の不定期刑の判決（求刑・懲役13年）を受け、判決確定後は少年刑務所を含め、3つの刑務所で8年間にわたり服役したが、1999年（平成11年）8月3日に満期出所した。
元少年Bは刑務所で服役中に簿記2級・情報処理関連の資格を取得したが、他の受刑者との諍いも絶えず度々処分を受けたために仮釈放は認められず、28歳になる1999年8月3日に満期出所した。
同事件の刑事裁判で、元少年Bの情状酌量の理由として挙げられた点は「罪の重大性を認識してその責任の自覚を深めつつある上、深く反省して成長の跡も相当にうかがえる」という点であり、元少年Bは服役中に更生のための教育も受けていた。
一方で、服役中の元少年Bには拘禁反応による妄想が現れていたが、刑務所では適切な治療を受けていなかった。
元少年Bは出所後、パソコンのオペレーター業務会社・同業の人材派遣会社などで働くが、家族と疎遠になった上に仕事も長続きせず、派遣会社に勤務してプログラマーの仕事をしたが長続きせず、2002年頃からは定職に就かなくなった。
本事件前年の2003年（平成15年）9月頃には、元少年Bは暴力団に加入して組長・組の構成員らと知り合うも、犯行直前には組を抜けた。そして、埼玉県八潮市内に居住しつつ、コンピューター会社にアルバイトとして勤務していた。
「コンクリ事件」の刑事裁判で男（元少年B）の弁護人を担当した弁護士は、『読売新聞』の取材に対し「男（元少年B）は同事件で逮捕された直後こそ反省するそぶりもなかったが、『大好きだった母親から幼少期に十分に受容されず罵られるなど、親子関係に問題があった』ことに理解を示すと涙を流して反省の態度を見せた」と証言した。
一方で、コンピューター関連会社で勤務していた当時の男（元少年B）を知る関係者は、『読売新聞』の取材に対し「（男は）『あんなひどいこと（コンクリ事件）をやったと（周囲が）俺をいじめる』と話していた」と証言した。
元少年Bは犯行前に被害者の男に対し、「俺は少年の時に10年懲役に行ってきた」「女を監禁していて、遊びから帰ってきたら、女が死んでたんだよ。それでたばこに火をつけて、煙を鼻に近づけたら煙が揺れなかった。だから死んだってわかったんだよ」などと言って、笑いながら、「女子高生コンクリート詰め殺人事件」への自身の関与を誇らしげに語った。また、元少年Bは、「俺は警察を騙したり、検事を丸め込んだりするノウハウや知識を学んだ。今度、何かあってもすぐに出て来られる」と語っていた。
本事件の被害者の男（事件当時27歳）は加害者の元少年Bと知人同士だった暴力団組員が経営していた花屋で店員として勤務しており、同僚とともに東京都足立区内のマンションの一室で同居していた。
被害者の男は事件前年の2003年12月頃、勤務先の花屋で加害者の親分格だった組長から加害者（元少年B）を紹介されて知り合ったが、事件後の公判中に行方不明となった。

## 事件発生
元少年B（当時33歳）は2004年5月19日午前2時頃、東京都足立区花畑の路上で、被害者の知人男性（当時27歳）に因縁を付け、顔・脚などに殴る蹴るなどの暴行を加え、金属バットで脅迫した。
その上で元少年Bは、被害者男性を車のトランクに押し込み、約40分間車を走らせた後、埼玉県三郷市内のスナックバーに拉致・約4時間監禁し、スナックで被害者を「俺の女を取っただろう。殺すぞ。俺は人を殺したことがある」などと脅迫して、殴る蹴るなどの暴行を加え、顔などに全治約10日間の怪我を負わせた。
2004年6月4日、33歳の元少年Bは逮捕・監禁致傷容疑の被疑者として警視庁竹の塚警察署に逮捕された。警察の取り調べに対し、元少年Bは容疑を認めた上で「ちょっとやりすぎた」と供述した。
東京地方検察庁は2004年6月25日、逮捕・監禁致傷罪で被疑者の元少年Bを起訴した。
なお本事件の被害者の男性は公判途中に行方不明になり、判決文においては「その原因は不明という他ない」とされている。

## 刑事裁判（東京地裁）

### 2004年7月28日、初公判
2004年7月28日、東京地方裁判所（菊池則明裁判長）で初公判が開かれた。
罪状認否で、被告人の男（元少年B）は大筋で起訴事実を認めた一方で、監禁行為については「男性とお茶を飲んで話していた」、脅迫については「被害者を殴ったのは事実だが、『（別の事件で）俺は人を殺したことがある』という台詞は言っていない」、「トランクには男性が自分から入っていった」などと述べ、起訴事実の一部を否認した。

### 2004年10月、被告人質問
2004年10月の公判で被告人質問が行われ、被告人の元少年Bは服役中の心境について「出所したら、漠然と明るく生きたいと考えていた」と語った。

### 2004年11月25日、被告人質問
2004年11月25日の公判でも被告人質問が行われ、被告人の元少年Bは「どうせ事件のことは知られているだろうと思い、スナックなどで話のタネにしていた」と明かした。
東京地方検察庁の検察官から「あなたは前の事件から何を学んだのか」と、厳しい口調で問いただされると、元少年Bは「償っても償いきれない」とうなだれた。
また、検察官は「男は相手の身になって考えず、人を物のように見てしまうと、前回の『コンクリ事件』の時と同じことを言っている」と元少年Bを非難した。男はこれに対し「今回の事件も人の痛みを無視したやり方ですよね」とつぶやき、検察官の「出所後、被害者に償っていると思うか」との質問に対しては「思えません」と小さな声で答え、うなだれた。

### 2005年1月18日、論告求刑公判、検察側が懲役7年求刑
2005年（平成17年）1月18日の論告求刑公判で、東京地方検察庁は被告人の元少年Bに懲役7年を求刑した。
東京地方検察庁は論告で、「粗暴犯の常習性が顕著に認められ、再犯の恐れは極めて大きい」、「前回『コンクリ事件』の公判で男は『少しでも償いたい』と述べたのに、出所後、暴力団に加入して高級車を乗り回す生活を送り、被害者遺族に対しても慰謝の措置を取っていなかった」、「自分が好意を寄せる女性と、被害者の男性が交際していると邪推して犯行に及んだ男は、刑務所を出所後、暴力団に加入して活動して犯行に至っている。前の事件の関係者の感情を踏みにじるような脅迫の言葉を用いて再犯に及び、更生意欲の乏しさをうかがわせる」として、懲役7年を求刑した。
同日の最終弁論で、弁護人側は最終弁論で「深く反省している」、「前の事件とは性質が異なり、結果も重大とは言い難い」と主張し、寛大な判決を求め、結審した。

### 2005年3月1日、判決公判、懲役4年の実刑判決
東京地裁（菊池則明裁判長）は2005年3月1日、被告人の元少年Bに懲役4年の実刑判決を言い渡した。
東京地裁は判決理由で「コンクリ事件」に言及し、男が同事件のことを脅し文句に用いたことを事実認定した上で、「改善更生が期待されていたのに、出所から4年9か月余りで犯行に及んだことは、一般社会に大きな衝撃を与えた。前に犯した殺人のことを脅し文句に用いるなど、男が真に深い反省の下に前の事件と向き合い、再出発を図ったのかについては疑問の余地がある」と指摘し、「犯行は執拗かつ危険。動機も自己中心的である」と犯行を非難した一方で、「男は1999年8月に出所後、結局は暴力団に入ったものの、一時は派遣社員として働くなどして更生に努めた。前科が周囲に知れ、職場での人間関係に行き詰まるなどの事情があり、更生意欲をそいだ面も否定できない」とも指摘した。
菊池裁判長は判決言い渡し後、男に「今度こそ、本当の意味での再出発、人生のやり直しをすることを期待しています」と説諭した。

### 2005年5月13日、懲役4年の実刑判決確定
被告人・弁護人は判決を不服として、2005年（平成17年）3月15日付で東京高等裁判所に控訴した。その後、被告人は2005年（平成17年）5月13日付で控訴を取り下げ、懲役4年の実刑判決が確定した。
2009年（平成21年）に、元少年Bは府中刑務所から2度目の出所をした。
2022年（令和4年）7月16日、元少年Bは埼玉県の自宅で事故死。享年51。

## 実名報道
警視庁は元少年B（当時33歳）が逮捕された事実を公表しなかったため、この事件をめぐるマスメディアの報道は、タイミング・内容どちらにおいても一様ではなかった。
新聞各紙のうち、全国紙で元少年Bの逮捕・起訴の事実を最初にストレート・ニュースで報じたのは『産経新聞』だった。
『産経新聞』は2004年7月4日付の朝刊社会面記事で、男の実名を住所・年齢・職業とともに報道し、「女子高生コンクリート詰め殺人事件」（1989年3月）において男（元少年B）が「サブリーダー格」として犯行に加わった事実も詳しく伝えた。
『産経新聞』は以降の本事件関連記事でも、元少年Bを実名報道した。他の新聞に先駆けて逮捕時から実名で報道し続けた理由として、産経新聞の徳永正明・編集局次長兼社会部長（当時）は、大きく3つの点として「成人時の犯罪を実名で報道するのは当然である」「同一手口もしくは、類似手口による再犯で本人の犯罪性は極めて大きく、現在の少年法による更生がまったく意味をなさなかったと判断した」「事件の重大性、今後の再々犯の可能性、被害者の感情等」を考慮して、実名報道を行ったと説明した。
『毎日新聞』は2004年7月13日号夕刊のコラム「牧太郎のここだけの話」で、本事件について初めて言及し、同記事では元少年Bを「あの男」と匿名で表記していた。
しかし、毎日新聞は初公判を報じた2004年7月28日夕刊社会面記事から一転して、男（元少年B）の実名・年齢・前科を報じた。
毎日新聞が『産経新聞』のように男（元少年B）の再逮捕をストレート・ニュースとして最初に報道しなかった点について、毎日新聞の玉木研二・東京本社社会部長（当時）は「当初は記事化を検討したが、既に服役を終えていることや、逮捕監禁致傷事件が「女子高生コンクリート詰め殺人事件」と直接関連がないことに鑑みて、現時点で両事件を関連付けて報道する必要はないと判断した」「コンクリート事件には触れずに監禁・傷害事件に限定して記事化することも、当日の紙面事情や他事件との比較から見送った」と説明した。
ただし、その後の毎日新聞の方針については「新たな情報が入ったり、社会問題として取り上げたりする際は、それぞれの時点で記事化を検討する」と留保をつけており、実際に毎日新聞は初公判から実名報道に切り替え、刑の確定まで実名報道を継続した。
元少年Bの再逮捕の記事化を見送った後に初公判から報道を開始し、かつ元少年Bの実名公表に踏み切ったことについて、玉木研二・毎日新聞東京本社社会部長は2004年7月度の「開かれた新聞」委員会（苦情などを処理する『毎日新聞』の第三者機関）の中で、「初公判の取材によって事件について新たな情報を得たためだ」と報告した。
それによれば、元少年Bの逮捕時に毎日新聞がそのニュースの記事化を見送ったことについては「部内で『迷い』があり、結局その段階では今回の監禁・傷害事件とコンクリ事件の『背景的なつながりがあるのかどうか（この時点では）はっきりしていない。議論の結果、公開の法廷の場で、そのつながりがどう提示されるか、それを見て報道の適否を検討する』と決めた」と説明した。そして、初公判で男（元少年B）が前事件の状況を笑いながら話していたという検察の冒頭陳述があったことから「今回の事件の被害者や動機は、過去の事件とは直接関係ないものの、その脅迫手段や悪質性において過去の事件とは切り離せず、それを記事で示すとともに、既に成人である被告は実名で報じるべきだと判断した」と説明した。
『読売新聞』・『東京新聞』は、東京地裁の初公判でこの事件を初めて報道したが、『産経新聞』・『毎日新聞』とは異なり、公判の時点では男（元少年B）を匿名としていた。しかし、その後、読売新聞と東京新聞は判決を報じる記事以降は実名報道に切り替えた。
『読売新聞』は、「私人の前科を報道するのは、容疑と密接に関連し、必要な場合に限っている。今回は過去の事件と被害の程度に大きな差があるが、暴行、監禁という類似点がある」との判断から、男（元少年B）の前科を報じたが、一方で「コンクリート事件は男が少年時に起こした事件であることを考慮し、少年法の精神にのっとって」元少年Bの実名報道は見送っていたが、その一方で社会部内でも、「少年の更生が失敗した例であり、実名できちんと検証すべきだ」という声が挙がっていたという。
『東京新聞』は、2005年3月1日夕刊記事の「お断り」で、「逮捕監禁致傷事件の被告について、少年時代の事件で逮捕されたことを併せて報道するため匿名としてきましたが、東京地裁の判決で、自ら前回の『コンクリ事件』を脅し文句に利用したと認定されたことから、実名に切り替えます」と説明した。
『朝日新聞』は、初公判から本事件を報じたが、判決以降も男（元少年B）を匿名で報道し続けた。これは、全国紙では朝日だけだった。
朝日新聞は元少年B（当時33歳）の逮捕当初、未成年者の事件は匿名にする原則や、本件の監禁・傷害事件それ自体にはニュースとしての重大性がないという理由から、産経新聞のような「実名報道の上、前科を報道する」や、読売新聞・毎日新聞のような「匿名で報道するが、前科は報道する」という選択肢は除外した。また「匿名で報道するが、前科については触れる」という選択肢についても、「見知らぬ女子高生を拉致監禁した性犯罪と、知り合いの男性に全治10日の怪我を負わせた今回の事件では質が違う」という理由から除外し、結果的に朝日新聞は逮捕・起訴次点ではこの事件の報道はしなかった。
しかし、今後報道すべきか否かの判断は可変的で、公判の傍聴やさらなる取材などで「女子高生コンクリート詰め殺人事件」との関連や新たな事実が判明した場合には、朝日新聞はあらためて「報道の機会を検討」する方針を決めており、その後初公判の取材により、「女子高生コンクリート詰め殺人事件」との関連性などが見えてきたため、「匿名で報道するが、前科は報道する」方針に切り替えた。
『日本経済新聞』も朝日新聞と同様、男（元少年B）の実名は報道しなかった。
結局、今回の事件で、元少年Bを実名報道したのは『産経新聞』『読売新聞』『毎日新聞』であったが、この時報じられた男（元少年B）の姓はいずれも、本事件での逮捕時点の姓であり、『週刊文春』（1989年4月20日号）の紙面で報じられた「女子高生コンクリート詰め殺人事件」の際の男（元少年B）の旧姓ではなかった。

### 刑事裁判の判決文
1. 1 2 3 4 5 6 7 8  東京地裁

### その他各種出典
1. 1 2 3 4 5 6 7 8 9 10 11 12 13 14  『産経新聞』2004年7月4日大阪朝刊社会面「女子高生コンクリ殺人の元少年 男性監禁、暴行で起訴 東京地検」
2. ↑  “女子高生コンクリート詰め殺人　加害少年のその後”. 報道STATION (テレビ朝日). (2004年7月28日).  オリジナルの2017年12月18日時点におけるアーカイブ。 2017年12月18日閲覧。
3. 1 2 3  “女子高生コンクリ詰め殺人 再犯した男の“心の歪み"”. 報道STATION (テレビ朝日). (2005年3月4日).  オリジナルの2017年12月18日時点におけるアーカイブ。 2017年12月18日閲覧。
4. 1 2 3 4 5 6 7 8  『朝日新聞』2004年7月28日夕刊第一社会面19面「監禁致傷罪で初公判 女子高生コンクリ殺人の元少年、一部否認」
5. 1 2 3 4 5 6 7 8 9 10 11  『読売新聞』2005年3月1日東京夕刊社会面19面「コンクリ詰め殺人の元少年 監禁『再犯』で懲役4年の実刑判決／東京地裁」
6. 1 2 3 4 5 6  『読売新聞』2004年12月24日東京朝刊社会面31面「［追う］元少年なぜ再犯 『反省』いつか忘れ… 現実と向き合えず」
7. 1 2 3 4 5 6  『産経新聞』2004年7月28日大阪夕刊社会面「女子高生コンクリ事件の元少年 監禁致傷 罪状認める 東京地裁」
8. 1 2 3 4 5 6 7 8  『読売新聞』2004年7月28日東京夕刊社会面23面「『オレは女を監禁し懲役』 コンクリ詰め殺人の元少年 監禁再犯、初公判」
9. 1 2 3  『朝日新聞』2005年1月18日夕刊第一社会面15面「監禁致傷で7年求刑 女子高生コンクリ殺人の元少年」
10. ↑  『産経新聞』2004年7月4日東京朝刊社会面「コンクリ詰め殺人有罪の男 監禁、傷害で逮捕」
11. ↑  『産経新聞』2004年7月29日東京朝刊社会面「女子高生コンクリ殺人で服役の元少年 監禁事件初公判検察側冒頭陳述」
12. 1 2 3 4 5  『産経新聞』2005年3月1日大阪夕刊社会面「コンクリ詰め殺人の元少年 知人監禁で懲役4年 東京地裁判決」
13. 1 2 3 4  『産経新聞』2005年1月18日大阪夕刊社会面「監禁致傷で7年求刑 コンクリ詰め殺人の元少年 東京地裁公判」
14. ↑  『産経新聞』2005年1月19日東京朝刊社会面「逮捕監禁致傷で7年求刑 コンクリ殺人元少年」
15. 1 2 3 4 5  『読売新聞』2005年1月18日東京夕刊社会面19面「女子高生コンクリ詰め殺人の元少年 逮捕監禁で懲役7年求刑／東京地裁」
16. ↑  『産経新聞』2005年3月2日東京朝刊社会面「コンクリ殺人準主犯の男 『反省に疑問』懲役4年」
17. 1 2 3  『朝日新聞』2005年3月1日夕刊第一社会面19面「元少年、懲役4年判決 コンクリ殺人服役後、監禁致傷 東京地裁」
18. ↑  『読売新聞』2005年3月16日東京朝刊第三社会面「コンクリート詰め殺人 逮捕監禁の男が東京高裁に控訴」
19. ↑  『産経新聞』2005年6月8日大阪夕刊社会面「コンクリ殺人の被告が控訴取り下げ」
20. ↑  『産経新聞』2005年6月9日東京朝刊社会面「B被告が控訴を取り下げ」（※記事見出しに男の実名が使われているため、その部分を女子高生コンクリート詰め殺人事件記事中での表記に置き換えた。）
21. ↑  『読売新聞』2005年6月8日東京夕刊第二社会面14面「逮捕監禁男の有罪が確定 控訴取り下げ」
22. ↑  『朝日新聞』2005年6月8日夕刊第二社会面14面「監禁致傷で有罪、控訴を取り下げ コンクリ殺人の元少年」
23. ↑  綾瀬コンクリ殺人の犯行グループのその後　4人中3人が再犯（NEWSポストセブン、2018年9月1日）
24. ↑  "「女子高生コンクリ詰め殺人事件」準主犯格Ｂの孤独な最期　3年前51歳で自宅トイレで…加害者の"その後"から矯正や社会での処遇を考える". NEWS. HBC 北海道放送. 6 January 2025. 2025年1月6日閲覧。
25. 1 2 3 4 5 6 7 8 9 10 11 12 13 14 15 16 17 18 19 20 21 22  谷原 2005, pp. 335–340
26. ↑  『創』編集部「元少年の再逮捕をメディアはどう報じたか」
27. ↑  『毎日新聞』2004年7月13日夕刊「牧太郎のここだけの話 被害者の人権」
28. 1 2 3  『毎日新聞』2004年8月17日「『開かれた新聞』委員会から7月度 コンクリ詰め殺人 服役少年の再犯報道」

### 刑事裁判の判決文
- 東京地方裁判所刑事第9部判決 2005年（平成17年）3月1日 、平成16年(刑わ)第2684号、『逮捕監禁致傷被告事件』。

判決内容懲役4年（求刑・懲役7年、被告人側は控訴も後に取り下げ）
裁判官菊池則明（裁判長）・杉山正明・永井健一
検察官・弁護人
東京地方検察庁検察官塩野谷高
国選弁護人廣瀬哲彦

### 参考論文
- 谷原圭亮、小嶋聡、中島寛、水野剛也「「元少年」殺人犯の再犯と実名報道 : 女子高生コンクリート詰め殺害事件の準主犯格少年をめぐるマス・メディアの報道(前編)」『『情報研究』（Information and communication studies）』第33巻、文教大学情報学部紀要委員会、2005年7月、331-334頁、ISSN 03893367、NAID 110001797381。

### 重大事件を起こして懲役刑で服役後、再犯した事例
- 山口母親殺害事件・大阪姉妹殺害事件
- 練馬三億円事件・マブチモーター社長宅殺人放火事件